# Arp 240
Arp 240 (구성원: NGC 5257/8)은 지구에서 처녀자리 방향으로 약 3억 3,500만 광년 떨어진 상호작용은하 한 쌍이다. NGC 5257와 NGC 5258 둘 다 나선 은하인데, 서로의 인력에 의해 본래의 모습을 바꾸고 있다.

## 분류 및 형태
Arp 240은 특이은하 목록 (Arp)에 수록되어 있으며, 이 목록의 많은 천체가 그러듯이, 이 은하들 역시 서로를 상호 작용하며, 서로에게 영향을 주고 있다. Arp 240인 두 쌍의 은하인 경우, 구성원인 NGC 5257와 NGC 5258 둘 다 특이 나선 은하로 분류되어 있고, 사진에서 보이는 것처럼, 서로 희미한 별 꼬리로 연결되어 있다는 걸 볼 수 있다.